# Stefan Kwaśniewski

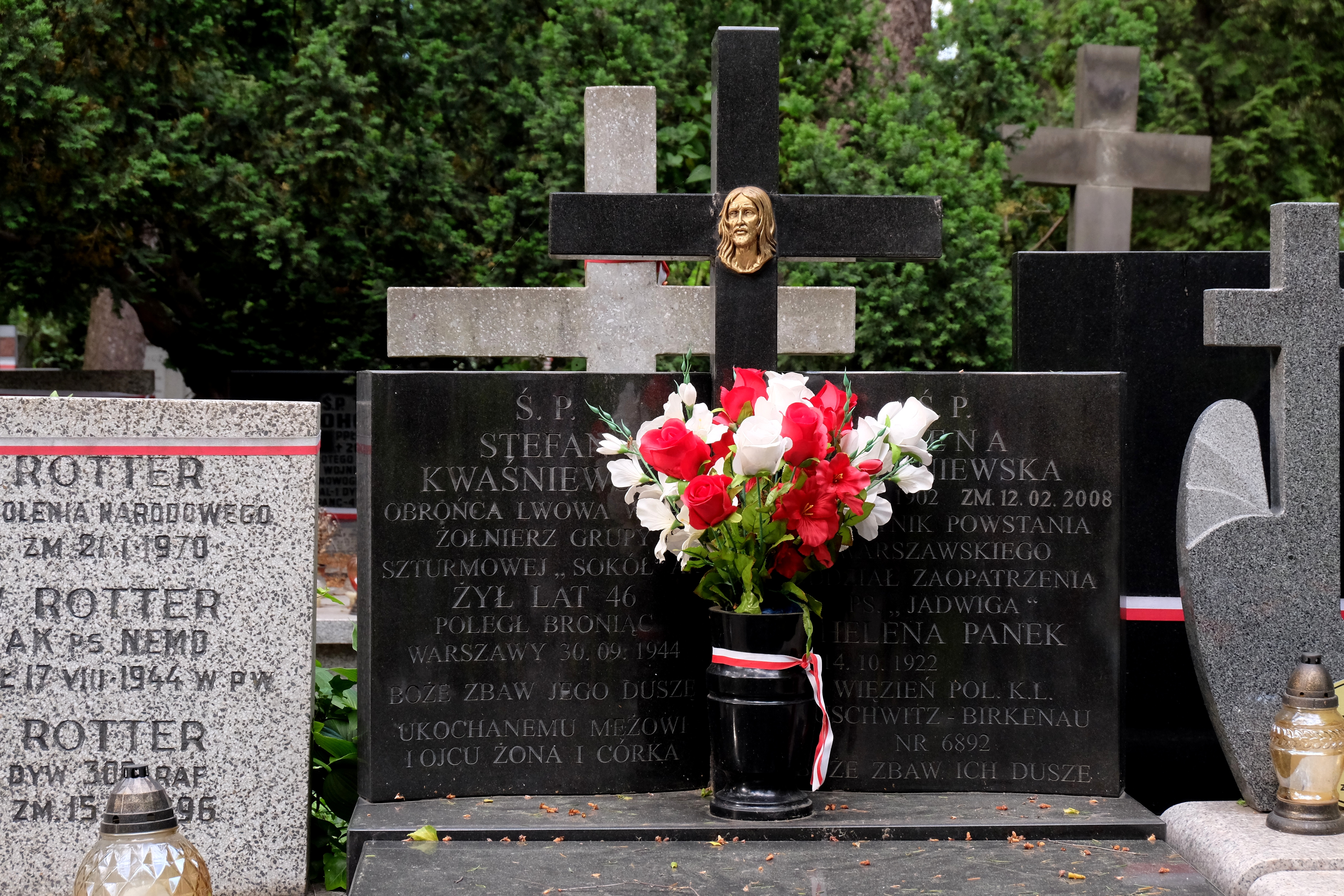
Grób Stefana Kwaśniewskiego i jego żony Ireny na Cmentarzu Wojskowym na Powązkach w Warszawie

Stefan Kwaśniewski, pseud. „Quas” (ur. 25 marca 1898 w Radomiu, zm. 2 października 1944 w Warszawie) – polski dziennikarz, felietonista, uczestnik powstania warszawskiego.

## Biografia
Ukończył Gimnazjum Mariana Rychłowskiego w Warszawie i studia wyższe na Politechnice Warszawskiej. Zdobył popularność jako autor humorystycznych felietonów; pisał m.in. dla „Expressu Porannego”, „Gazety Warszawskiej” i „Wieczoru Warszawskiego”. W 1938 roku opublikował wybór felietonów Sposób na żonę, wznowiony w 1992 roku. Był znaną postacią życia towarzyskiego przedwojennej Warszawy i bohaterem wielu anegdot. W 1939 roku w czasie dorocznego Balu Mody organizowanego przez Związek Aktorów Dramatycznych w Hotelu Europejskim w Warszawie otrzymał tytuł „króla mody” (tytuł „królowej mody” przyznano aktorce Marii Malickiej, a tytuł najpiękniejszej uczestniczki balu tancerce Lodzie Halamie).
Walczył w powstaniu warszawskim jako żołnierz batalionu KB „Sokół” w stopniu starszego strzelca, wchodząc w skład pocztu dowódcy. Poległ w jego ostatnim dniu, podczas ostrzału artyleryjskiego, który nastąpił po zawieszeniu broni; zginął przy ul. Żurawiej. Był uważany za najlepszego strzelca wyborowego batalionu, w którym walczył. Pochowany na Wojskowych Powązkach w Warszawie (kwatera A27-4-14).
Żoną Stefana Kwaśniewskiego była Irena z domu Szyszko (ur. 19 sierpnia 1902 w Pabierowicach, zm. 12 lutego 2008 w Wielkiej Brytanii), która również walczyła w Armii Krajowej.